# Pinacoteca de São Bernardo do Campo

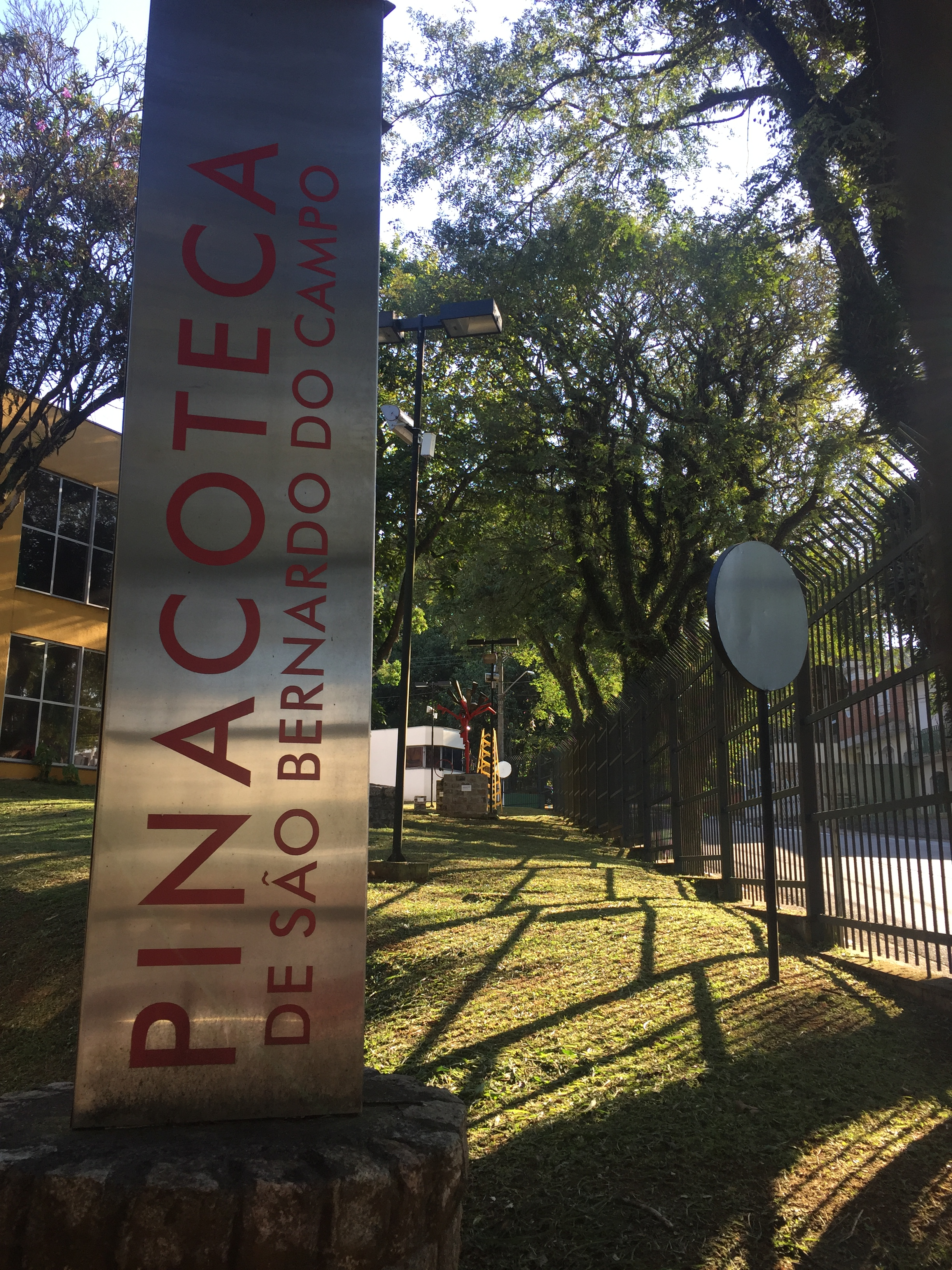
Fachada da Pinacoteca de São Bernardo do Campo

A Pinacoteca Municipal de São Bernardo do Campo foi inaugurada em 1975, na cidade de São Bernardo do Campo, São Paulo, com o objetivo de estudar e divulgar a arte moderna e contemporânea, através da apresentação permanecente de obras de seu acervo e do arranjo de exposições temporárias, e, ao mesmo tempo, atrair e formar público para uma educação crítica do olhar artístico em uma época apinhada de imagens.
Foi o prefeito Tito Costa que inaugurou a Pinacoteca em 1980 contendo um grande número de importantes artistas no contexto das artes plásticas do Brasil, como Tomie Ohtake, Waldomiro de Deus e Wesley Duke Lee. Foi começado a montar seu acervo no final dos anos 1960, reunindo hoje 1.385 obras de artistas mais representativos da arte brasileira com  gravuras, pinturas, esculturas e colagens.
Dentre 1983 a 1987, o Governo Municipal importou-se em projetar ações no campo da cultura, trazendo à população a aproximação ao cinema e ao teatro, oferecendo 279 espetáculos adultos e 162 espetáculos infantis. Quanto à música, o planejamento buscava servir a população, por meio de diferentes gêneros, valorizando a diversidade cultural de uma população desenvolvida por migrantes. A Pinacoteca Municipal possuía 354 obras e foram sucedidas 121 exposições com 292 artistas, em 18 espaços. Tais promoções sociais, educativas e culturais foram promovidas no governo de Aron Galante, reunindo Dulce Donadelli Pinto tendo o cargo de secretária da Educação, Cultura e Esporte.
A Pinacoteca Municipal de São Bernardo é, atualmente, o maior ambiente de exposição perdurável de arte moderna e contemporânea da região do ABC. O espaço reúne um agrupado de obras que, além do seu valor estético, revela questões significativas da história política, social e cultural da região e do Brasil.

## O Espaço
Atualmente a Pinacoteca de São Bernardo do Campo possui quatro espaços expositivos, um auditório, biblioteca de artes e um jardim de esculturas. Em 1975, o então prefeito de São Bernardo, Geraldo Faria, criou o projeto da Pinacoteca como lei, e teve João Delijaicov Filho como seu curador desde a inauguração, acompanhou toda a transformação do espaço e tem papel fundamental na preservação desse centro cultural até hoje (2017). 
A Pinacoteca já esteve em diversos bairros de São Bernardo, como o Assunção, o Centro e o Baeta Neves, atualmente o espaço pode ser visitado no Jardim do Mar, mais especificamente na Rua Kara, 105, dentro da área do parque de diversões Cidade da Criança.  

## Acervo
O Acervo da Pinacoteca de São Bernardo do Campo começou a ser montado no final dos anos 1960 e constituiu-se, basicamente, através de doações de artistas e suas famílias, aquisições nos tradicionais Salões de Arte da Região do ABC (que são de meados do século passado), além de aquisições por parte do poder público. Hoje conta com 1.382 obras, com destaque para obras de Amilcar de Castro, Wesley Duke Lee,  Tomie Othake, Volpi, Sacilotto, Daniel Melim, Regina Silveira,  Sandra Cinto, Claudia Vianello, Emanuel Araujo, Maria Bonomi,  Lothar Charoux, Regina Katz, Iracy Nitsche, Julio Plaza,  Aldemir Martins e etc.
A Pinacoteca também está sendo preparada para ser um espaço de acesso de projetos multidisciplinares que correlacionem as artes visuais com as artes audiovisuais, como exemplo a poesia ou a música, contribuindo com a pesquisa, a experimentação, a inovação e o progresso da criação sem fronteiras.
A Proec iniciou um projeto de reestruturação do acervo. No meio das ações previstas para este projeto estão: a restruturação física da Reserva Técnica da Pinacoteca, definição de uma Politica de Acervo, higienização das obras, construção do Laboratório de Preservação, catalogação, identificação, e digitalização do acervo, ações de divulgação e formação continuada do staff na política de acervo.  

## Difusão
Em 2017, promovendo a arte para todos os gostos, a Pinacoteca introduziu três exposições gratuitas dos artistas: Laerte Ramos, exibindo as obras do projeto  R.A.M.B.L.I.C.O.R.Â.M.I.C.O.S., mostrando como os designers e artistas contemporâneos estão compondo as obras a mão, Yuli Yamagata expondo seu projeto "X", produzida por dois trabalhos, Diorama e Parabéns. Já Giovani Caramello exibiu no saguão da Pinacoteca a "Instalação solidão", diversos monges em meditação a procura da paz interior.

## Galeria

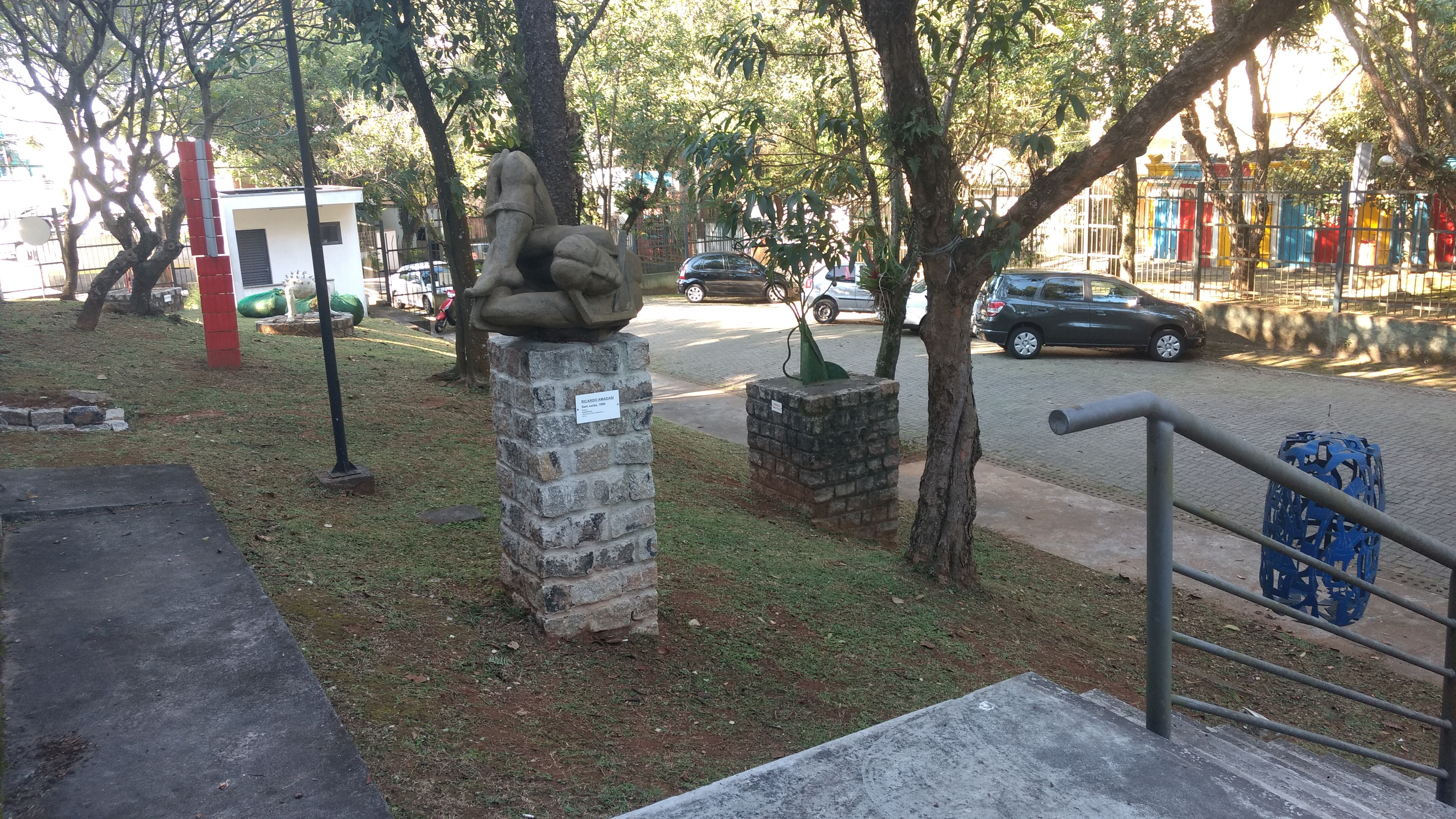
Quintal de esculturas
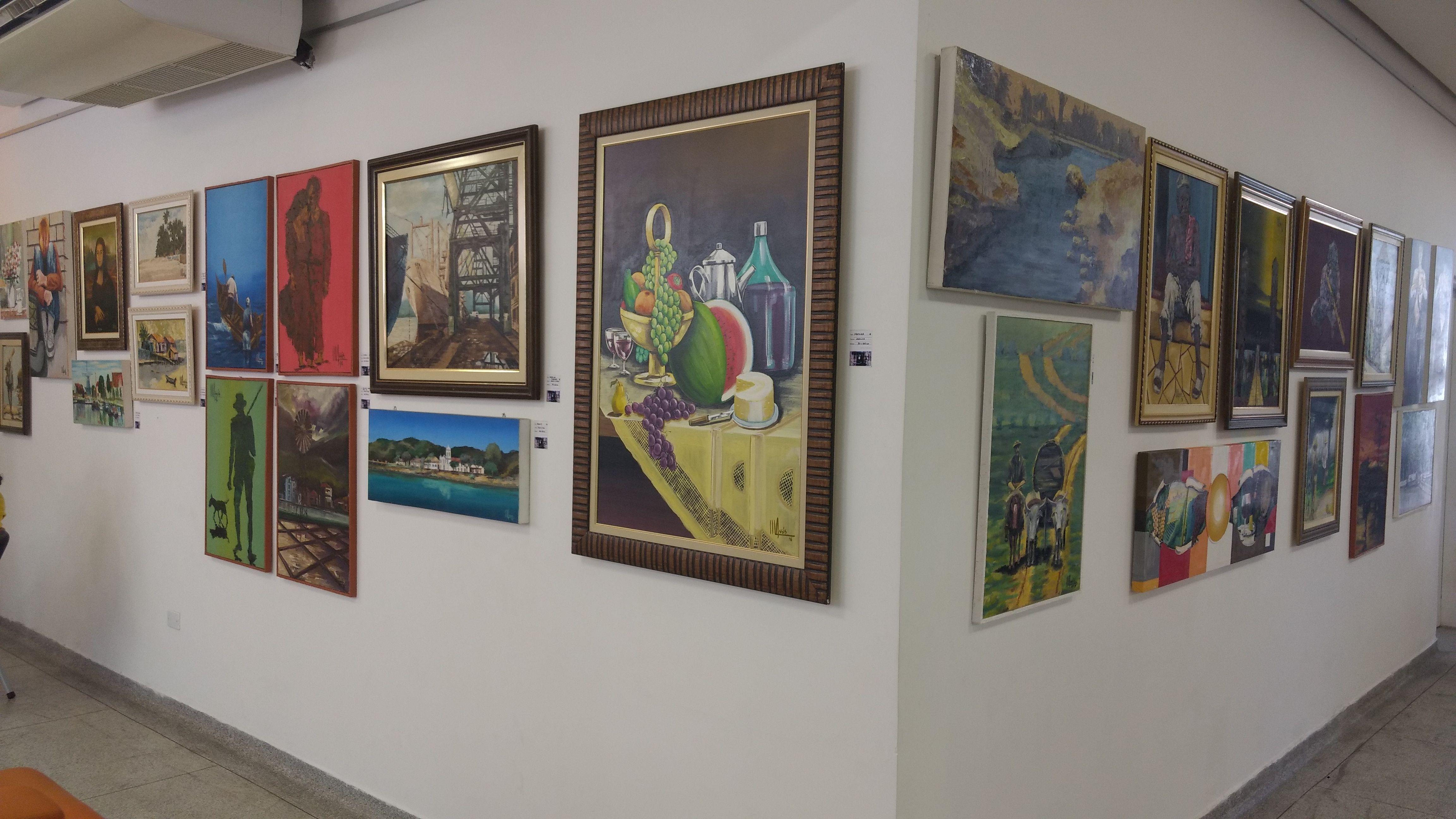
Coleção de quadros da biblioteca
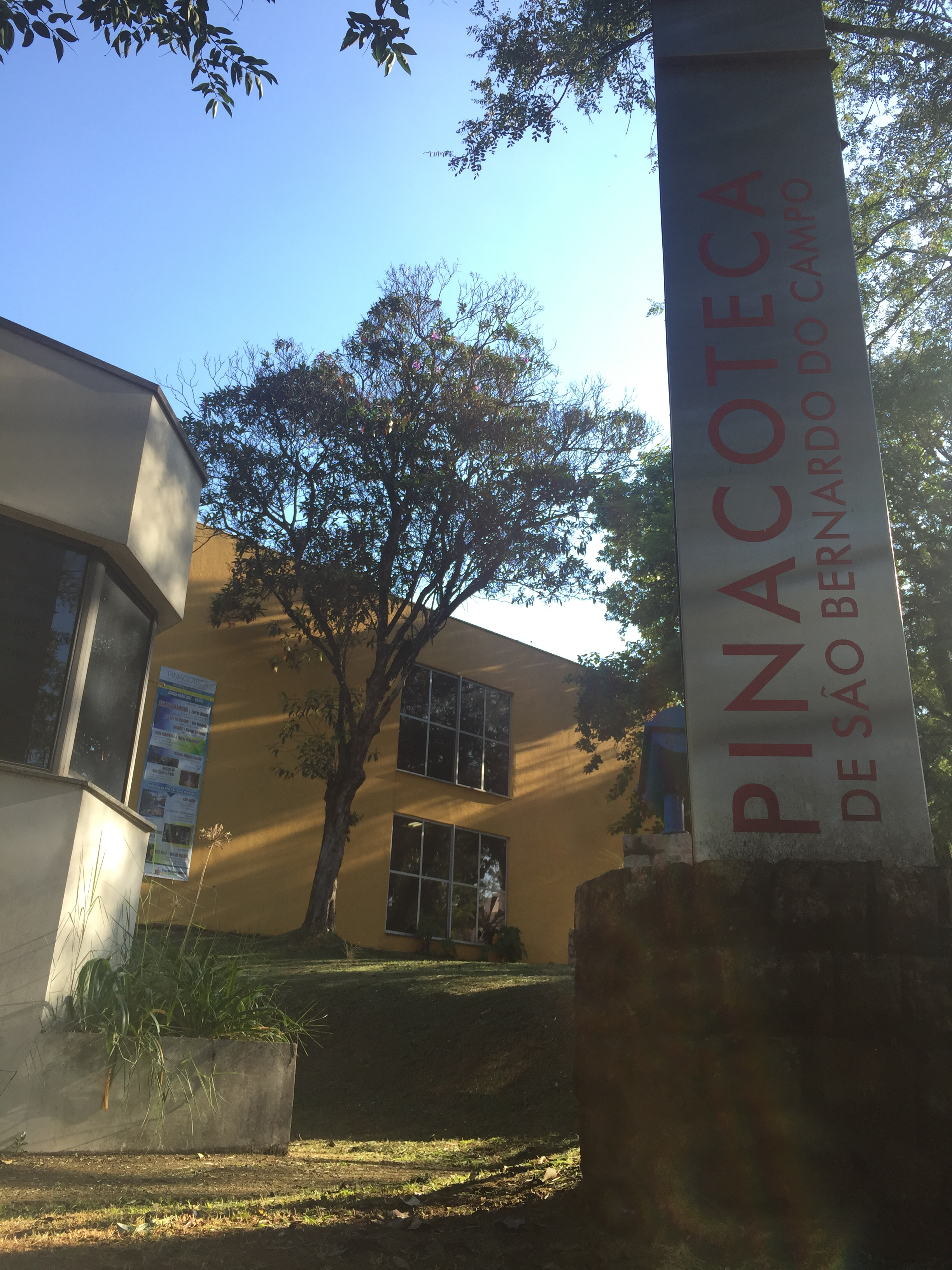
Fachada central
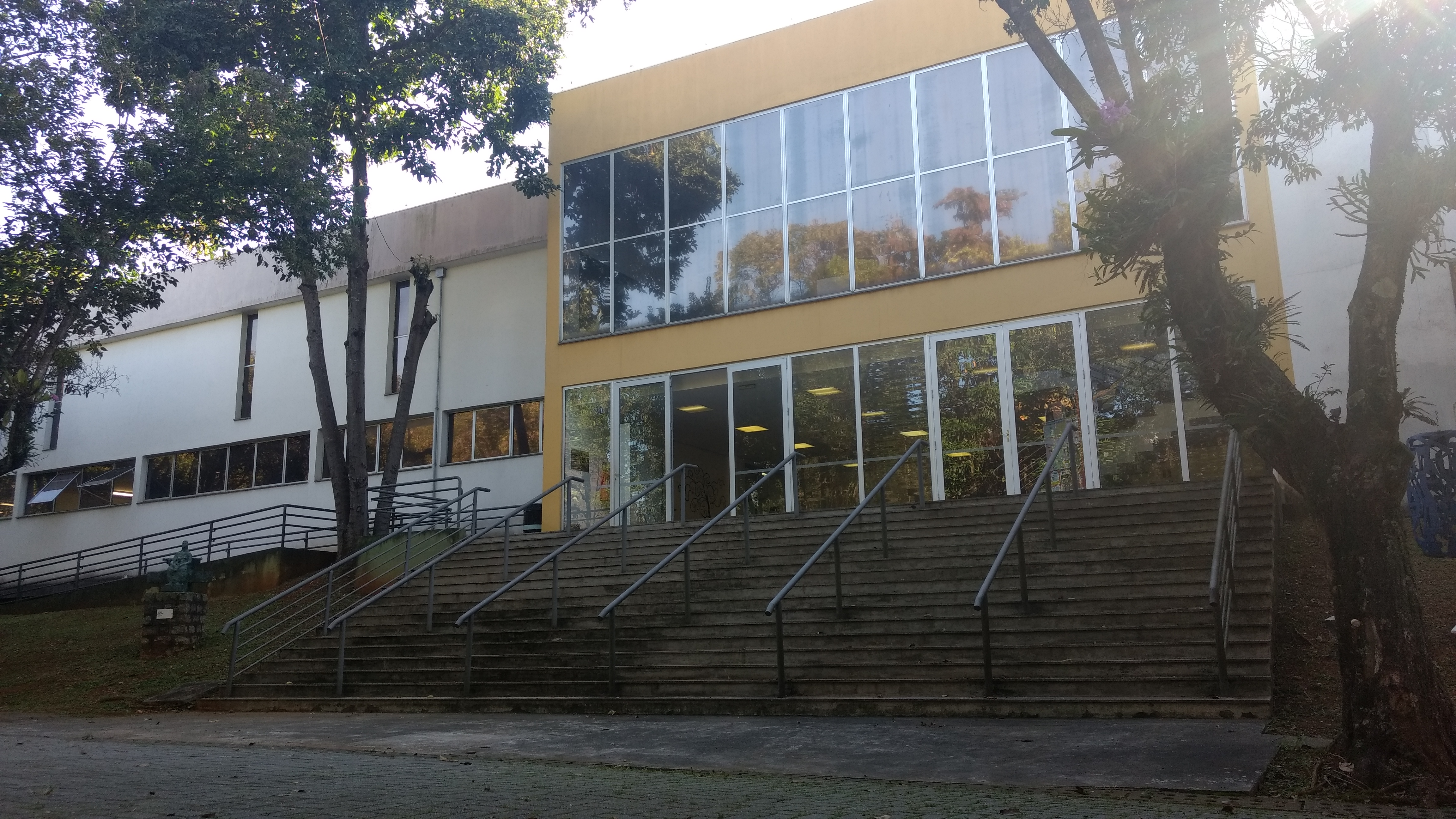
entrada da pinacoteca
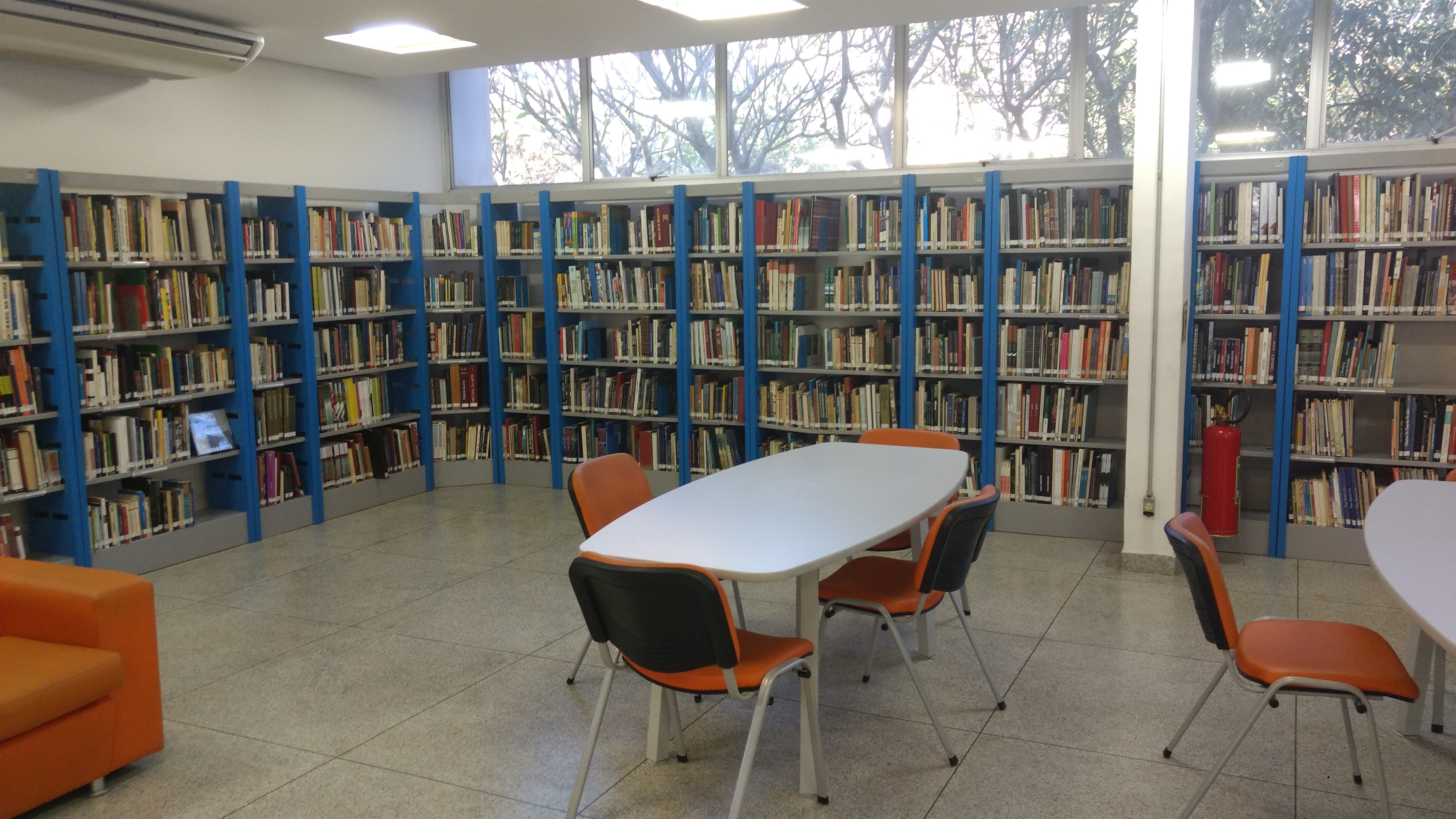
Biblioteca
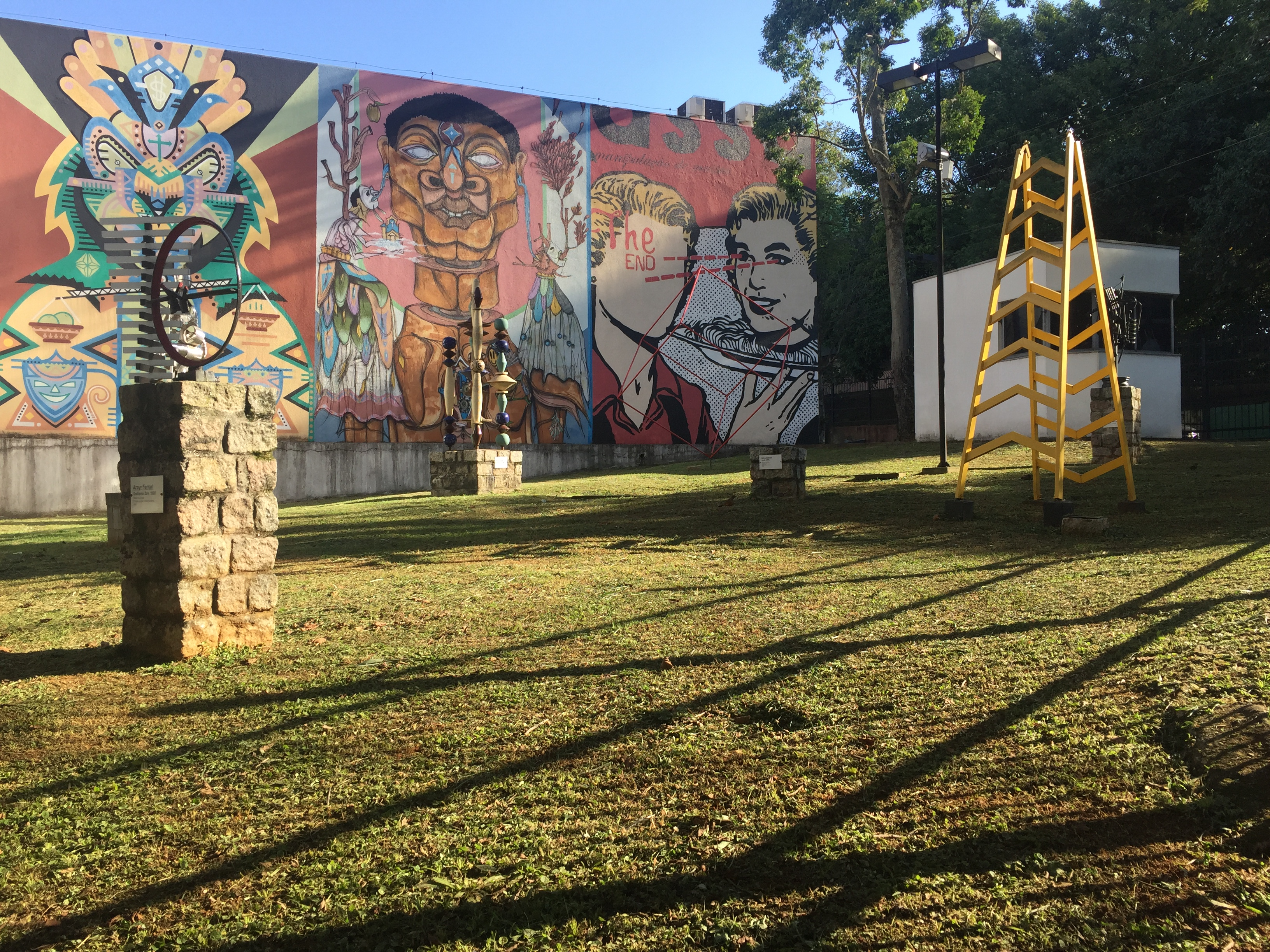
quintal de esculturas, visto da frente
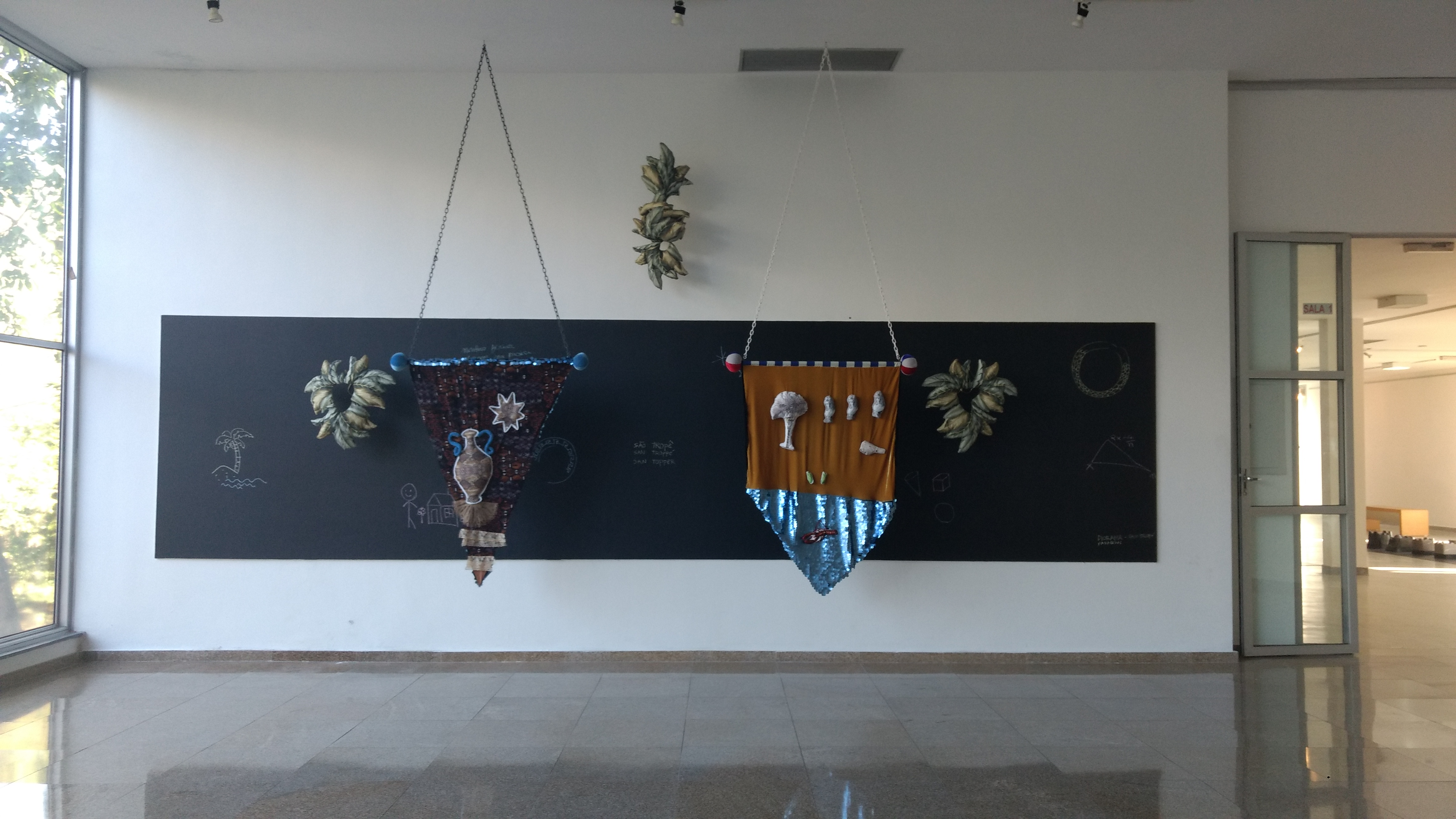
segundo andar
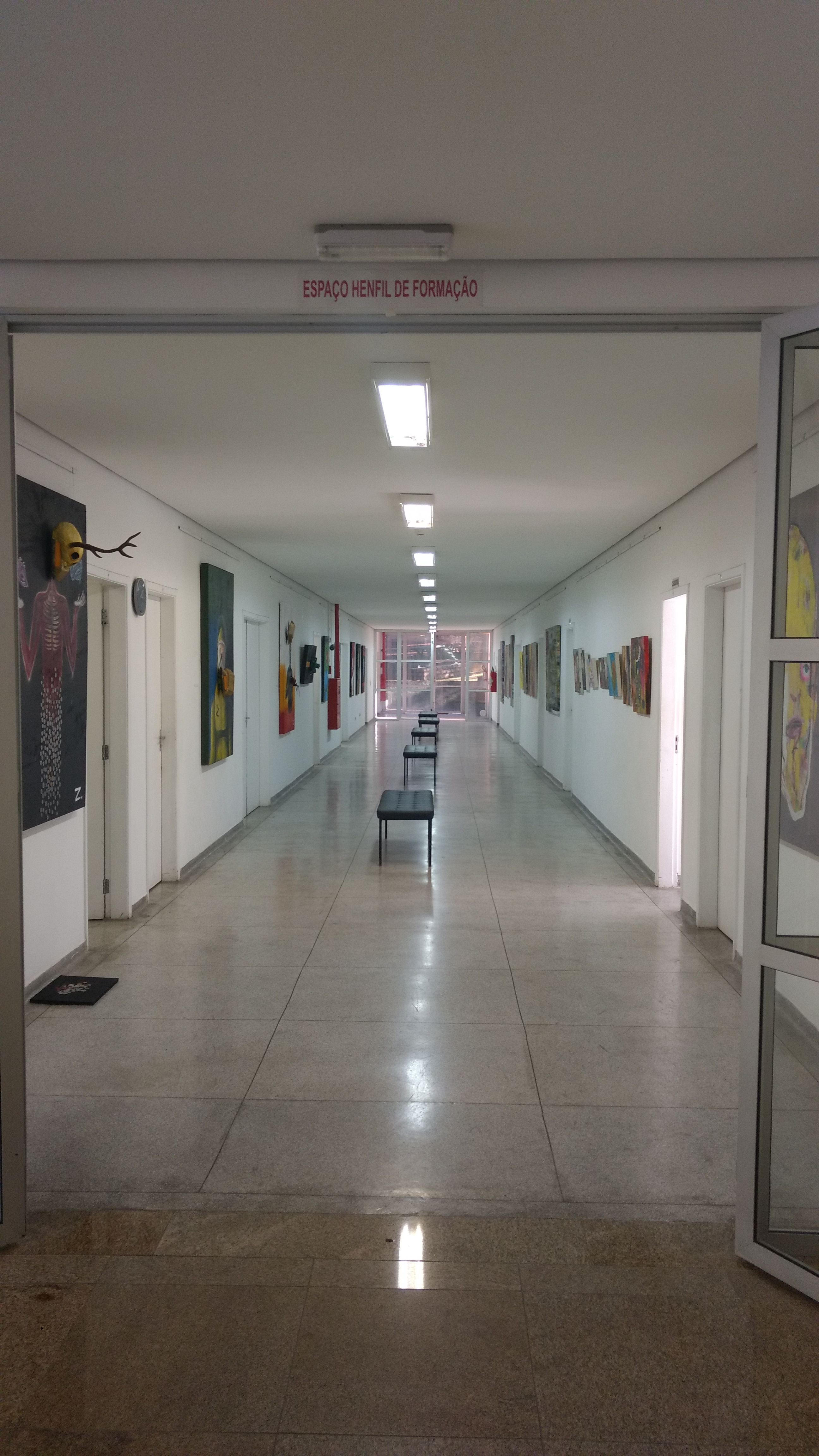
corredor de imagens
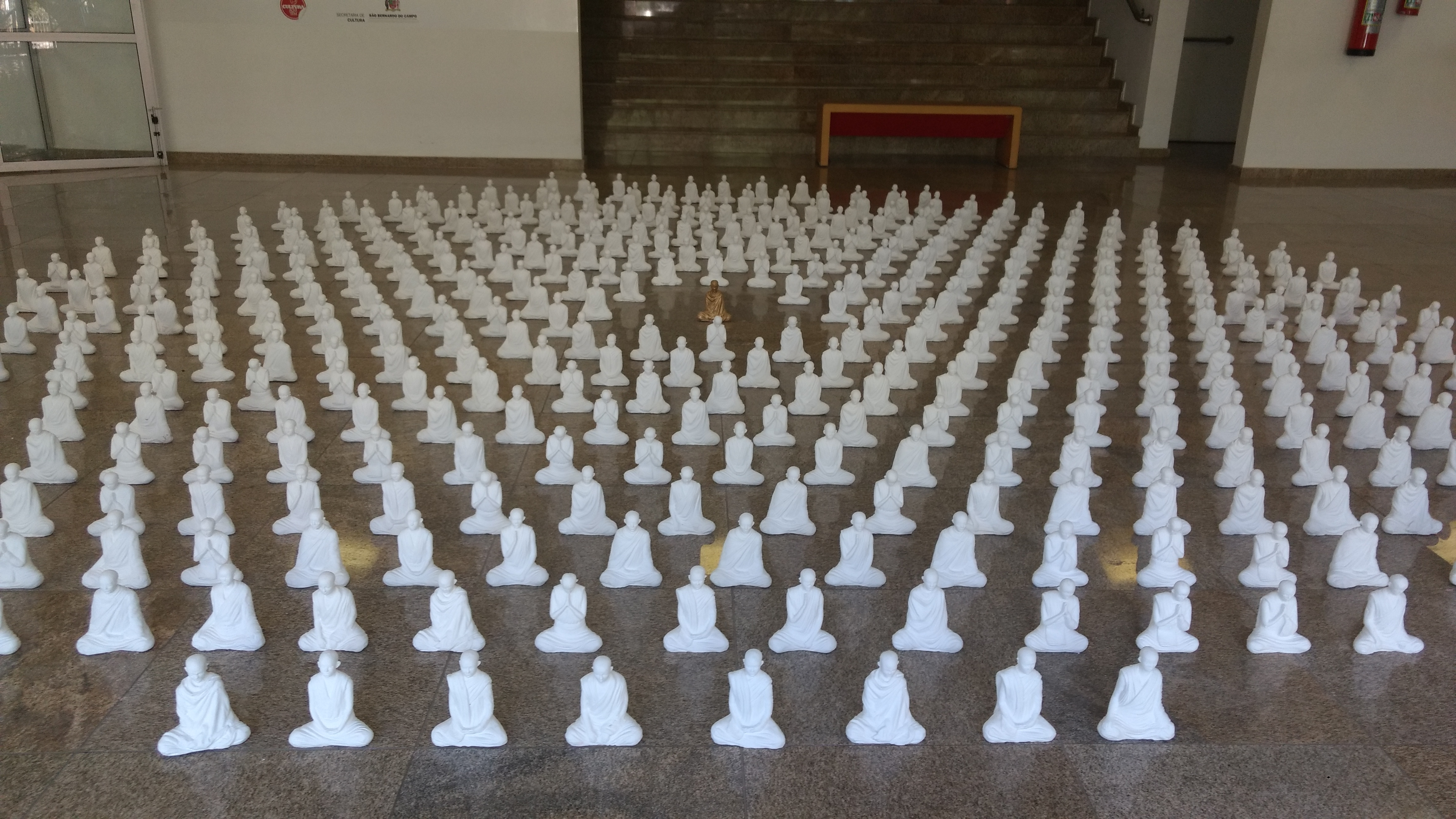
exposição de budas